# Taytay (Rizal)
Taytay is een gemeente in de Filipijnse provincie Rizal op het eiland Luzon. Bij de laatste census in 2010 telde de gemeente bijna 289 duizend inwoners.

## Geografie

### Bestuurlijke indeling
Taytay is onderverdeeld in de volgende 5 barangays:
- Dolores
- Muzon
- San Isidro
- San Juan
- Santa Uno

## Demografie
Taytay had bij de census van 2010 een inwoneraantal van 288.956 mensen. Dit waren 26.471 mensen (10,1%) meer dan bij de vorige census van 2007. Ten opzichte van de census van 2000 was het aantal inwoners gegroeid met 90.773 mensen (45,8%). De gemiddelde jaarlijkse groei in die periode kwam daarmee uit op 3,84%, hetgeen hoger was dan het landelijk jaarlijks gemiddelde over deze periode (1,90%).

De bevolkingsdichtheid van Taytay was ten tijde van de laatste census, met 288.956 inwoners op 38,8 km², 7447,3 mensen per km².